# Kabinett Tillich III
Das Kabinett Tillich III bildete vom 13. November 2014 bis zum 13. Dezember 2017 die Sächsische Staatsregierung. Bei der Wahl zum 6. Sächsischen Landtag am 31. August 2014 erlitt die seit 1990 ununterbrochen regierende CDU von Regierungschef Stanislaw Tillich zum vierten Mal in Folge Stimmenverluste und erhielt mit 39,4 Prozent der gültigen Zweitstimmen den geringsten Zuspruch seit der ersten Landtagswahl 1990. Da ihr bisheriger Koalitionspartner FDP aus dem Landesparlament ausschied, bildete die CDU – wie bereits von 2004 bis 2009 – eine Koalition mit der SPD. Gemeinsam verfügte das Regierungsbündnis über eine Mehrheit von 77 der 126 Landtagsmandate gegenüber den drei Oppositionsparteien Die Linke, AfD und Bündnis 90/Die Grünen.
In der 2. Sitzung des 6. Sächsischen Landtags am 12. November 2014 wurde der seit 2008 amtierende Sächsische Ministerpräsident Stanislaw Tillich mit 74 Stimmen bei 50 Gegenstimmen und einer Enthaltung erneut in dieses Amt gewählt. Am nächsten Tag wurden die von ihm ernannten Regierungsmitglieder vor dem Landtag vereidigt.

## Mitglieder der Staatsregierung
| Amt | Bild | Name                                                                   | Partei | Partei                            |
| --- | ---- | ---------------------------------------------------------------------- | ------ | --------------------------------- |
| Ministerpräsident                                                                                             |      | Stanislaw Tillich (bis 12. Dezember 2017)                              |        | CDU                               |
| Stellvertreter des Ministerpräsidenten                                                                        |      | Martin Dulig (ab 12. Dezember 2017, kommissarischer Ministerpräsident) |        | SPD                               |
| Staatsminister für Wirtschaft, Arbeit und Verkehr                                                             |      | Martin Dulig (ab 12. Dezember 2017, kommissarischer Ministerpräsident) |        | SPD                               |
| Staatsminister des Innern                                                                                     |      | Markus Ulbig                                                           |        | CDU                               |
| Staatsminister der Finanzen                                                                                   |      | Georg Unland                                                           | CDU    |                                   |
| Staatsminister der Justiz                                                                                     |      | Sebastian Gemkow                                                       | CDU    |                                   |
| Staatsministerin/Staatsminister für Kultus                                                                    |      | Brunhild Kurth (bis 29. September 2017)                                | CDU    |                                   |
| Staatsministerin/Staatsminister für Kultus                                                                    |      | Frank Haubitz (seit 23. Oktober 2017)                                  |        | parteilos (auf Vorschlag der CDU) |
| Staatsministerin für Wissenschaft und Kunst                                                                   |      | Eva-Maria Stange                                                       |        | SPD                               |
| Staatsministerin für Soziales und Verbraucherschutz                                                           |      | Barbara Klepsch                                                        |        | CDU                               |
| Staatsministerin für Gleichstellung und Integration beim Staatsministerium für Soziales und Verbraucherschutz |      | Petra Köpping                                                          |        | SPD                               |
| Staatsminister für Umwelt und Landwirtschaft                                                                  |      | Thomas Schmidt                                                         |        | CDU                               |
| Staatsminister für Bundes- und Europaangelegenheiten und Chef der Staatskanzlei                               |      | Fritz Jaeckel                                                          | CDU    |                                   |

## Sächsische Staatsministerien und Staatssekretäre
Die Staatssekretäre sind die obersten Beamten des Freistaates Sachsen. Sie fungieren als Amtschefs der Staatsministerien, ständige Vertreter der Staatsminister oder übernehmen – wie der Bevollmächtigte des Freistaates Sachsen beim Bund – Sonderaufgaben.
| Staatskanzlei und Staatsministerien                              | Staatssekretär |
| ---------------------------------------------------------------- | --- |
| Sächsische Staatskanzlei                                         | Erhard Weimann Bevollmächtigter des Freistaates Sachsen beim Bund |
| Sächsisches Staatsministerium für Wirtschaft, Arbeit und Verkehr | Stefan Brangs (ab 1. Dezember 2014) Staatssekretär für Arbeit, EU-Strukturfonds und Beauftragter der Staatsregierung für Digitales Hartmut Mangold (ab 1. Dezember 2014) Staatssekretär für Wirtschaft und Verkehr; Amtschef |
| Sächsisches Staatsministerium des Innern                         | Michael Wilhelm |
| Sächsisches Staatsministerium der Finanzen                       | Hansjörg König |
| Sächsisches Staatsministerium der Justiz                         | Andrea Franke |
| Sächsisches Staatsministerium für Kultus                         | Frank Pfeil |
| Sächsisches Staatsministerium für Wissenschaft und Kunst         | Henry Hasenpflug (bis 30. November 2014) Uwe Gaul (ab 1. Dezember 2014) |
| Sächsisches Staatsministerium für Soziales und Verbraucherschutz | Andrea Fischer |
| Sächsisches Staatsministerium für Umwelt und Landwirtschaft      | Herbert Wolff |